# Kimmswick
Kimmswick – miasto w Stanach Zjednoczonych, w stanie Missouri, w hrabstwie Jefferson.

## Historia miasta
Kimmswick zostało założone w 1859 roku przez Theodore'a Kimma. Był on znanym handlarzem pochodzącym z Brunszwiku, który w 1850 roku kupił bardzo dużo ziemi w gminie. Prawdopodobnie nazwa miasta pochodzi od połączenia jego nazwiska i miejsca urodzenia. Pierwszym osadnikiem Kimmswick był kapitan George Washington Waters z Massachusetts, który po ukończeniu Akademii Wojskowej w West Point został wysłany do Jefferson Barracks pod St. Louis. Po pewnym czasie Waters został inspektorem hrabstwa Jefferson i to od niego Theodore Kimm kupił ziemię.